# Parkano
Parkano is een gemeente en stad in de Finse provincie West-Finland en in de Finse regio Pirkanmaa. De gemeente heeft een landoppervlakte van 853,19 km² en telt 6.240 inwoners (2022).